# Biacumontia variegata
Biacumontia variegata is een hooiwagen uit de familie Triaenonychidae. De wetenschappelijke naam van Biacumontia variegata gaat terug op Lawrence.